# Karl Matthes
Karl Matthes (* 16. Januar 1905 in Jena; † 8. November 1962 in Heidelberg) war ein deutscher Mediziner, Kreislaufforscher, Hochschullehrer und Direktor der Medizinischen Universitätsklinik Heidelberg.

## Leben
Karl Henning Matthes wurde 1905 als Sohn von Max Erich Richard Matthes und Paula Helene Matthes geb. Hudemann geboren. Matthes erhielt seine Schulbildung in Marburg und in Königsberg/Ostpreußen, wo er im März 1923 am humanistischen Gymnasium das Abitur ablegte. Matthes studierte anschließend Medizin in Würzburg, Königsberg, München, Heidelberg und Leipzig. Am 21. Juni 1928 legte er das ärztliche Staatsexamen in München ab. Im Jahr 1929 promovierte er in Heidelberg zum Thema „Über den Mechanismus der Pulsverlangsamung durch Morphin.“ Es schloss sich bis 1930 ein Aufenthalt in England an. Er war hier in London am „National Institute for Medical Research“ tätig und wurde anschließend Rockefeller Research Fellow am Physiologischen Institut in Oxford bei dem späteren Nobelpreisträger Charles Scott Sherrington. Von 1931 bis 1945 wurde Karl Matthes Assistenzarzt an der Medizinischen Klinik der Universität Leipzig. Hier wandte er 1935 als Erster die Messmethode der Pulsoximetrie zur Bestimmung der Sauerstoffsättigung an.  Im Jahr 1937 erfolgte die Habilitation für das Fach Innere Medizin zum Thema „Über die Regulation von Kreislauf und Atmung im Dienste des respiratorischen Gaswechsels.“ Von 1945 bis 1947 war Karl Matthes zunächst kommissarischer Leiter der medizinischen Poliklinik in Erlangen, von 1947 bis 1952 war er Direktor der Universitätsklinik Erlangen. Im Jahr 1952 folgte ein Ruf an die Ludolf von Krehl Universitätsklinik für Innere Medizin in Heidelberg, deren ärztlicher Leiter er wurde. Einer seiner Oberärzte war Paul Christian. Von 1955 bis 1956 war Matthes Dekan der Medizinischen Fakultät der Ruprecht-Karls-Universität Heidelberg.
Matthes war 1957/58 Mitglied der Medizinischen Abteilung des Bildungskomitees der US-Armee. Karl Matthes versuchte gemeinsam mit den Absolventinnen der Schwesternschule der Universität Heidelberg in der Ludolf von Krehl Klinik die Gruppenpflege einzuführen. Federführende Krankenschwester war die ehemalige Absolventin Heidi Friedl (geb. Hofer), die die Gruppenpflege bereits im Markuskrankenhaus in Frankfurt/M. als stellvertretende Oberin eingeführt hatte. Die Schwesternschule der Universität Heidelberg wurde von der Rockefeller Foundation gefördert.
Matthes war ab 1961 Mitglied der Heidelberger Akademie der Wissenschaften und ab 1962 Mitglied der Deutschen Akademie der Naturforscher Leopoldina. Von 1961 bis 1962 war er Vorsitzender der Gesellschaft Deutscher Naturforscher und Ärzte.

### 1958 Pocken in Heidelberg
Ende 1958 kam es im Heidelberger Klinikum zum Ausbruch der Pocken, bei deren Bekämpfung Karl Matthes gemeinsam mit der Krankenschwester Ernestine Thren sowie Oberin Adda von Thümpling viel Umsicht bewies. Die medizinische Ludolf von Krehl Klinik wurde unter Quarantäne gestellt, die auch das Weihnachtsfest einschloss. Niemand ohne Impfschutz durfte Heidelberg verlassen. Es gab 18 Krankheitsfälle und 2 Todesfälle, darunter eine junge Ärztin.

## Veröffentlichungen
- Karl Matthes: Über den Mechniasmus der Pulsverlangsamung durch Morphin, Vogel Leipzig 1929.
- Karl Matthes und Max Hochrein: Beiträge zur Blutzirkulation im kleinen Kreislauf, Naunyn-Schmiedebergs Archiv für Experimentelle Pathologie und Pharmakologie, 1932, 167, 1, S. 687–701.
- Karl Matthes: Über die Regulation von Kreislauf und Atmung im Dienste des respiratorischen Gaswechsels, Würzburg 1937.
- Karl Matthes: Kreislaufuntersuchungen am Menschen mit fortlaufend registrierenden Methoden, Thieme Stuttgart 1951.
- Karl Matthes, Wolfgang Traugott Ulmer, D. Wittekind: Cor pulmonale, in: Handbuch der inneren Medizin, 4. Auflage, 9. Band, 4. Teil, Springer-Verlag, Berlin, Göttingen, Heidelberg 1960, S. 59–292.

## Ehrungen
- In der Medizinischen Universitätsklinik Heidelberg (Ludolf von Krehl Klinik) ist eine Patientenstation nach Karl Matthes benannt.[7]